# شاشالاكا الشاكو
شاشالاكا الشاكو (الاسم العلمي: Ortalis canicollis) هو نوع من الطيور يتبع جنس الشاشالاكا من فصيلة القرازية.